# Platthorn
Platthorn är en bergstopp i Schweiz.   Den ligger i distriktet Visp och kantonen Valais, i den södra delen av landet, 100 km söder om huvudstaden Bern. Toppen på Platthorn är 3 345 meter över havet, eller 74 meter över den omgivande terrängen. Bredden vid basen är 0,21 km.
Terrängen runt Platthorn är huvudsakligen mycket bergig. Närmaste större samhälle är Zermatt, 3,7 km söder om Platthorn. 
Trakten runt Platthorn består i huvudsak av gräsmarker. Runt Platthorn är det ganska glesbefolkat, med 27 invånare per kvadratkilometer.